# Franz Digruber
Franz Digruber (13 novembre 1940) è un ex sciatore alpino austriaco.

## Biografia
Sciatore polivalente con maggior propensione alle prove tecniche originario di Sankt Sebastian e fratello di Grete, a sua volta sciatrice alpina, Franz Digruber debuttò in campo internazionale in occasione del trofeo Arlberg-Kandahar 1962, il 10 marzo a Sestriere in discesa libera (42º); nel 1964 si classificò 2º sia nello slalom speciale del trofeo Tre Funivie di Sestriere (23 febbraio), sia in quello della coppa Vitranc di Kranjska Gora (1º marzo). Anche nella successiva stagione 1964-1965 fu 2º nello slalom speciale di Kranjska Gora (28 febbraio), mentre al Bud Werner memorial di Vail si piazzò 2º nella discesa libera del 12 marzo e 3º nello slalom speciale del 16 marzo; nella stagione 1965-1966 fu 3º nello slalom speciale del trofeo del Lauberhorn di Wengen (16 gennaio) e non completò lo slalom speciale dei Mondiali di Portillo 1966, sua unica presenza iridata.
In Coppa del Mondo esordì il 8 gennaio 1968 ad Adelboden in slalom gigante, senza completare la prova, ottenne il primo piazzamento il 13 gennaio seguente a Wengen in discesa libera (31º) e conquistò due podi: il primo a Kranjska Gora il 1º marzo dello stesso anno, quando fu 2º in slalom speciale dietro a Patrick Russel, l'ultimo il 12 febbraio 1969 nella medesima località in slalom gigante, chiudendo 3º dietro a Reinhard Tritscher e Alfred Matt. Si ritirò al termine della stagione 1969-1970: prese per l'ultima volta il via in Coppa del Mondo il 30 gennaio a Madonna di Campiglio in slalom gigante (22º) e conquistò l'ultimo risultato della sua carriera agonistica ai Campionati austriaci 1970 disputati a Schladming, vincendo la medaglia di bronzo nella discesa libera del 6 marzo. Non prese parte a rassegne olimpiche.

## Palmarès

### Coppa del Mondo
- Miglior piazzamento in classifica generale: 24º nel 1968
- 2 podi:
  - 1 secondo posto
  - 1 terzo posto

### Campionati austriaci
- 4 medaglie[12][senza fonte]:
  - 2 ori (slalom gigante, combinata[2] nel 1964)
  - 1 argento (discesa libera nel 1969)
  - 1 bronzo (discesa libera nel 1970)